# Dent des Mussoles
El Tossal o Dent de les Mussoles, o des Mussoles, és una muntanya que es troba en el terme municipal de la Vall de Boí, a la comarca de l'Alta Ribagorça, i dins del Parc Nacional d'Aigüestortes i Estany de Sant Maurici.
El seu nom prové «del basc, mun-tzi-ol-a, cabana de l'aturonament, del massís de turons».
El cim, de 2.800 metres, s'alça en mig del serrat que s'origina en el Pic de les Mussoles al seu sud-sud-est i continua direcció nord, dividint la Vall de les Mussoles en dos: les Mussoles a llevant i la Cometa de les Mussoles a ponent.